# قطعه بلوچ
قطعهٔ بلوچ اثر آهنگساز ایرانی سید مهدی حسینی می‌باشد که در سال ۱۳۸۸ برای یک آنسامبل شش نفره ساخته شده‌است.
این اثر تأثیرپذیر از اجرای استاد شیرمحمد اسپندار تنها نوازندهٔ سرشناس دونَلی در بلوچستان ایران است که بر اساس قطعات ذوالجلال- گواتی، لیکو دلکانی و کلمپور توسط آهنگساز آوانگاری و با یک کمپوزیسیون نوین ارائه گردیده‌است. این قطعه برای سازهای فلوت آلتو، کنترافاگوت، هورن، زیلوفون، ویولن و ویلنسل طراحی شده‌است.
اولین اجرای این اثر در تاریخ ۱۱ ژوئن مصادف با ۲۱خردادماه در سالن کنسرت خانهٔ آهنگسازان سن پترزبورگ به رهبری برداورد کایِر، رهبر آمریکایی مقیم سن پترزبورگ به همراه گزیده‌ای از سولیست‌های ارکستر فیلارمونیک و کنسرواتوار دولتی سن پترزبورگ اجرا شد. این اثر به سفارش اسوسیشن موسیقی معاصر انجمن آهنگسازان سن پترزبورگ ساخته شده‌است.